# Ведьма из Портобелло
«Ведьма из Портобелло» — роман Пауло Коэльо, русский перевод которого был опубликован в 2007 году.
Часть книги Пауло Коэльо публиковал еженедельно на своем блогe, в котором каждый может поделиться впечатлением о прочитанном.

## Описание
Кто такая эта загадочная Афина, «ведьма с улицы Портабелло»? Дочь цыганки и неизвестного англичанина, воспитанная в аристократической ливанской семье? Путешественница-авантюристка с малолетним сыном на руках? Наставница? Жрица «Великой Матери»? Или сама Великая Богиня? В «Ведьме с Портобелло» вы найдете всё то, что привлекает вас в книгах любимого автора — и увлекательнейший сюжет, и загадку, которая разрешится только в самом конце произведения; и женские архетипы, и четкие описания духовных практик и упражнений, и, разумеется, просто сформулированные, но удивительно точные и глубокие философские мысли. Для кого эта книга? Для женщин, которые хотели бы лучше понять себя. А также для всех, кто хотел бы лучше понимать женщин.